# Ramona (teleregény)
A Ramona egy 2000-ben készített mexikói telenovella a Televisától. Főszereplői: Kate del Castillo, Helena Rojo, Eduardo Palomo, és René Strickler. A főcímdalt a Tambuco zenésítette meg. Magyarországon elsőként a TV2 kereskedelmi csatorna tűzte műsorára 2000. december 28-án.

## Történet
|  | Alább a cselekmény részletei következnek! |

Az 1847-es háború után Mexikó és az Egyesült Államok között Kalifornia az Amerikai Unió része lett. Húsz évvel később még mindig véres csaták folytak a régi lakosok és az új emigránsok közt: mexikóiak, jahi indiánok és amerikaiak harcoltak a földek birtoklásáért. Itt kezdődik a Moreno Gonzaga család története, akik, mint sok más mexikói, úgy döntöttek, hogy Kaliforniában maradnak, és megvédik a földjüket. Egyik nap Doña Ramona Gonzagánál (Helena Rojo) megjelenik sebesülten nagy szerelme, Angus O'Faill egy kislánnyal a karján. Utolsó erejével arra kéri a nőt, nevelje fel a sajátjaként. Doña Ramona megigéri és az udvaron található nagy fa mellé temeti a férfit.
Mivel a nő nem tudja elviselni, hogy szerelmének nem tőle, hanem egy másik nőtől lett gyereke, úgy dönt, kolostorba küldi. 20 év telik el, Ramona (Kate del Castillo) soha nem értette, anyja miért küldte őt kolostorba, miért nem látogatta meg, miért nem szereti őt. Mivel elkezdik bezárni a kolostorokat, így Ramona kénytelen hazatérni anyjához és testvéréhez, Felipéhez (René Strickler). A hazafelé vezető úton egy folyópart mentén találkozik Alejandróval (Eduardo Palomo), a jahi indiánnal. Alejandro megmenti Felipe életét, aki megsebesül, de túléli. Ramona beleszeret Alejandróba, és ezt elmondja testvérének is.
Egyik nap Juant, a birtok intézőjét, megsebesíti egy bandita, ő pedig megöli a támadót. Amíg nem tudja ellátni feladatát, azt kéri Alejandrótól, bízzák meg a teendők elvégzésével. Eleinte vonakodik, de elfogadja az ajánlatot, így Ramona közelében lehet. Mivel mindketten tudják, hogy szerelmüket senki sem fogja elfogadni, így kénytelenek titokban tartani. Doña Ramona elhatározza, kiházasítja gyerekeit, és Ramonát Fernandónak szánja. A szerelmesek úgy döntenek, elszöknek, és Alejandro családjánál fognak élni. A bonyodalmak még csak most fognak kezdődni az életükben...
|  | Itt a vége a cselekmény részletezésének! |

## Szereposztás

### Főszereplők
| Szerepnév                     | Színész(nő)       | Magyar Hang        |
| ----------------------------- | ----------------- | ------------------ |
| Ramona Moreno                 | Kate del Castillo | Kisfalvi Krisztina |
| Ramona Gonzaga vda. de Moreno | Helena Rojo       | Zsurzs Kati        |
| Alejandro de Asís             | Eduardo Palomo    | Dévai Balázs       |
| Felipe Moreno                 | René Strickler    | Crespo Rodrigo     |
| Jack Green, Rex               | Sergio Sendel     | Tóth Tamás         |
| Matea                         | Isela Vega        | Fabó Györgyi       |
| Ruy Coronado                  | Ricardo Blume     | Áron László        |
| Juan Canito                   | Rafael Inclán     | Szinovál Gyula     |
| Martha Canito                 | Angelina Peláez   | Dallos Szilvia     |
| Beatriz Echague               | Nicky Mondellini  | Fazekas Zsuzsa     |
| Pablo de Asís                 | Antonio Medellín  | Cs. Németh Lajos   |
| Nepo                          | Roberto Guzmán    | Csuha Lajos        |
| Sarriá atya                   | Luis Bayardo      | Vizy György        |
| Perpetua de Echague           | Chela Castro      | Erdélyi Mari       |

### Vendég- és mellékszereplők
| Szerepnév                 | Színész(nő)        | Magyar Hang         |
| ------------------------- | ------------------ | ------------------- |
| Salvatierra atya          | Álvaro Carcaño     | Balázsi Gyula       |
| Prescott                  | Andreas Pears      |                     |
| Elegáns Billy             | Andrés García jr.  | Megyeri János       |
| Antonio                   | Antonio Escobar    | Kapácsy Miklós      |
| Zacarias Smith 'Colorado' | Christian Tappán   | Damu Roland         |
| Fernando Coronado         | Felipe Nájera      | Barabás Kiss Zoltán |
| Analupe Coronado          | Gabriela Murray    | Antal Olga          |
| Pepe                      | Jorge Capin        |                     |
| Lucio                     | José Luis Avendaño |                     |
| Norteño                   | Juan Ríos          | Imre István         |
| Davis                     | Kristoff           | Vári Attila         |
| César Echague             | Luis Couturier     | Melis Gábor         |
| Douglas                   | Luis de Icaza      | Ifj. Jászai László  |
| Yahale                    | Marcela Morett     | Roatis Andrea       |
| Sebastián Lorenzo         | Martín Rojas       |                     |
| Betty                     | Maya Schnellman    | Keönch Anna         |
| Doris                     | Monserrat Oliver   |                     |
| Carmen                    | Paty Díaz          | Dögei Éva           |
| Dr. Thomas                | Ramón Menendez     | Kardos Gábor        |
| Merryl                    | Raúl García        | F. Nagy Zoltán      |
| Angus                     | René Casados       | Koncz István        |
| Manuela                   | Shaula Vega        | Solecki Janka       |
| Margarita Canito          | Vanessa Bauche     | Kiss Virág          |
| Delgadima                 | Ximena Adriana     | Lamboni Anna        |
| Marcos                    | Ernesto Bog        | Szűcs Sándor        |
| Arizona kölyök            | Francisco Avendaño | Sótonyi Gábor       |
| Villalba seriff           | Alejandro Rábago   | Várday Zoltán       |
| Tisztelendő anya          | Bárbara Gil        | Vennes Emmy         |
| Apáca 1                   | Judy Ponte         | Várnagy Katalin     |
| Apáca 2                   | Raquel Garza       | Árkosi Kati         |
| Negro Memphis             | Zamorita           | Bolla Róbert        |
| Alonso Moreno             | Eugenio Cobo       | Garai Róbert        |

## Érdekességek
- Helena Rojo és René Strickler már játszottak együtt a Titkok és szerelmek sorozatban, ahol anya és mostohafia volt a viszonyuk, itt pedig anya és fia.
- Helena Rojo és Ricardo Blume később ismét együtt játszottak a Tiszta szívvel és az Árva angyal című telelovellákban, ahol házastársakat játszottak.
- Eduardo Palomo 2003. november 6-án Los Angelesben elhunyt szívrohamban, 41 éves korában. A hírek szerint vacsora közben érte a halál. Egy évvel korábban, 2002. augusztus 9-én 65 éves korában elhunyt Roberto Guzmán is, szintén szívrohamban.

## Korábbi verziók
- Az 1910-es Ramona, D. W. Griffith rendezésében
- Az 1916-os Ramona, Donald Crisp rendezésében.
- Az 1928-as Ramona, Edwin Carewe rendezésében.
- Az 1936-os Ramona, Henry King rendezésében.